# Steve Gainey
Steve Gainey (né le 26 janvier 1979 à Montréal, Québec au Canada) est un joueur professionnel canadien de hockey sur glace,.

## Famille
Steve est le fils de Bob Gainey, capitaine du Canadiens de Montréal de 1981 à 1989, et le frère d'Anna Gainey, femme politique membre du Parti libéral du Canada.

## Carrière
En 1996, il débute aux Blazers de Kamloops en LHOu. Il a été repêché par les Stars de Dallas au cours du repêchage d'entrée dans la LNH 1997 en troisième ronde (77e choix au total). En 1999, il passe professionnel avec les K-Wings du Michigan en LIH. La saison suivante il joue un match en LNH avec les Stars de Dallas. Par la suite, hormis quelques brèves apparitions il évolue en Ligue américaine de hockey. Durant le lock-out 2004-2005 de la LNH, il rejoint Épinal en Ligue Magnus. L'année d'après, il porte les couleurs des Coyotes de Phoenix et des Rampage de San Antonio. En 2006, il arrête le hockey avant de revenir en 2008. Il intègre l'effectif des Steelheads de l'Idaho en ECHL et des Bulldogs de Hamilton dans la Ligue américaine de hockey.

## Trophées et honneurs personnels
- 2009 : sélectionné pour le Match des étoiles de l'ECHL. Il est titulaire avec l'association National.

## Statistiques
Pour les significations des abréviations, voir Statistiques du hockey sur glace.
| Saison     | Équipe                   | Ligue        |    | Saison régulière | Saison régulière | Saison régulière | Saison régulière | Saison régulière |   | Séries éliminatoires | Séries éliminatoires | Séries éliminatoires | Séries éliminatoires | Séries éliminatoires |
| Saison     | Équipe                   | Ligue        | PJ | B                | A                | Pts              | Pun              | PJ               | B | A                    | Pts                  | Pun                  |                      |                      |
| 1996-1997  | Blazers de Kamloops      | LHOu         | 60 | 9                | 18               | 27               | 60               | 2                | 0 | 0                    | 0                    | 9                    |                      |                      |
| 1997-1998  | Blazers de Kamloops      | LHOu         | 68 | 21               | 34               | 55               | 93               | 7                | 1 | 7                    | 8                    | 15                   |                      |                      |
| 1998-1999  | Blazers de Kamloops      | LHOu         | 68 | 30               | 34               | 64               | 155              | 15               | 5 | 4                    | 9                    | 38                   |                      |                      |
| 1999-2000  | Komets de Fort Wayne     | UHL          | 1  | 0                | 0                | 0                | 0                | -                | - | -                    | -                    | -                    |                      |                      |
| 1999-2000  | K-Wings du Michigan      | LIH          | 58 | 8                | 10               | 18               | 41               | -                | - | -                    | -                    | -                    |                      |                      |
| 2000-2001  | Grizzlies de l'Utah      | LIH          | 61 | 7                | 7                | 14               | 167              | -                | - | -                    | -                    | -                    |                      |                      |
| 2000-2001  | Stars de Dallas          | LNH          | 1  | 0                | 0                | 0                | 0                | -                | - | -                    | -                    | -                    |                      |                      |
| 2001-2002  | Grizzlies de l'Utah      | LAH          | 58 | 16               | 18               | 34               | 87               | -                | - | -                    | -                    | -                    |                      |                      |
| 2001-2002  | Stars de Dallas          | LNH          | 5  | 0                | 1                | 1                | 7                | -                | - | -                    | -                    | -                    |                      |                      |
| 2002-2003  | Grizzlies de l'Utah      | LAH          | 68 | 9                | 17               | 26               | 106              | 2                | 0 | 0                    | 0                    | 11                   |                      |                      |
| 2003-2004  | Grizzlies de l'Utah      | LAH          | 45 | 7                | 8                | 15               | 74               | -                | - | -                    | -                    | -                    |                      |                      |
| 2003-2004  | Phantoms de Philadelphie | LAH          | 27 | 2                | 7                | 9                | 27               | 11               | 0 | 1                    | 1                    | 14                   |                      |                      |
| 2003-2004  | Stars de Dallas          | LNH          | 7  | 0                | 0                | 0                | 7                | -                | - | -                    | -                    | -                    |                      |                      |
| 2004-2005  | Épinal                   | Ligue Magnus | 26 | 9                | 10               | 19               | 91               | 4                | 1 | 3                    | 4                    | 6                    |                      |                      |
| 2005-2006  | Rampage de San Antonio   | LAH          | 56 | 10               | 20               | 30               | 85               | -                | - | -                    | -                    | -                    |                      |                      |
| 2005-2006  | Coyotes de Phoenix       | LNH          | 20 | 0                | 1                | 1                | 20               | -                | - | -                    | -                    | -                    |                      |                      |
|            |                          |              |    |                  |                  |                  |                  |                  |   |                      |                      |                      |                      |                      |
| 2008-2009  | Steelheads de l'Idaho    | ECHL         | 33 | 11               | 19               | 30               | 36               | -                | - | -                    | -                    | -                    |                      |                      |
| 2008-2009  | Bulldogs de Hamilton     | LAH          | 33 | 7                | 3                | 10               | 32               | -                | - | -                    | -                    | -                    |                      |                      |
| Totaux LNH | Totaux LNH               | Totaux LNH   |    | 33               | 0                | 2                | 2                | 34               |   | -                    | -                    | -                    | -                    | -                    |